# بونگکوو
بونگکوو (به لهستانی:  Boników) یک روستا در لهستان است که در گمینا اودولانوو واقع شده‌است. بونگکوو ۵۰۰ نفر جمعیت دارد.